# Uroš Marović
Uroš Marović, serbisk kyrilliska Урош Маровић, född 4 juli 1946 i Belgrad, död 23 januari 2014 i Belgrad, var en jugoslavisk (serbisk) vattenpolospelare. Han tog OS-guld 1968 med Jugoslaviens landslag.
Marović spelade nio matcher och gjorde elva mål i den olympiska vattenpoloturneringen i Mexico City. Han spelade nio matcher och gjorde åtta mål i den olympiska vattenpoloturneringen i München där Jugoslavien slutade på femte plats. Han spelade åtta matcher och gjorde tolv mål i den olympiska vattenpoloturneringen i Montréal där Jugoslavien slutade på ytterligare en femteplats.